# 티라노 (코무네)

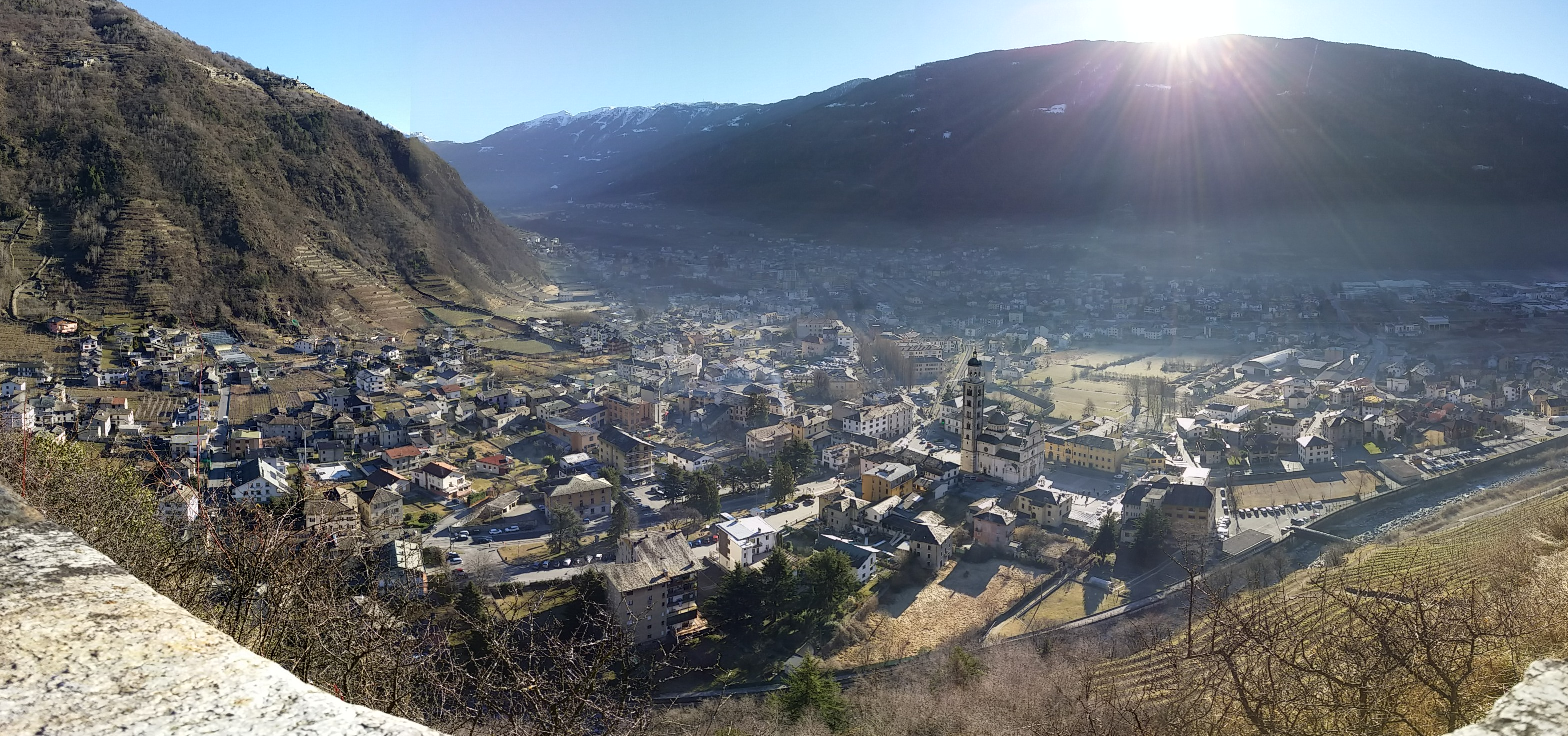

티라노(이탈리아어: Tirano, 롬바르드어: Tiran, 독일어: Thiran)는 이탈리아 북부 롬바르디아주 손드리오현 발텔리나의 도시이자 코무네(자치단체)이다. 주민 수는 9,053명(2016년)이며 스위스-이탈리아 국경에 인접해 있다. 아다강이 마을을 통과하여 흐른다.

## 주요 명소
인근에는 주요 관광 명소인 마돈나 디 티라노(Madonna di Tirano)의 카톨릭 성지가 있다. 이 신사는 1504년 9월 29일 마리오 델리 오모데이(Mario Degli Omodei)에게 복되신 어머니가 나타나신 것을 기념하기 위해 세워졌다. 이 행사는 종교 순례자들이 전염병을 종식시킨 사건이다.
MET(Museo Etnografico Tiranese)는 민족지학 박물관으로 18세기 궁전인 고해자의 집(Casa del Penitenziere)에 있는 "Basilica Madonna di Tirano" 근처에 위치해 있다.
티라노 구시가지에 있는 팔라초 세일스(Palazzo Salis) 박물관은 트롱프뢰유(trompe l'oeil)를 사용하여 건축학적 특징의 환상을 만들어낸 예이다.

## 같이 보기
- 티라노역 (RhB)